# Mormonia desperata
Mormonia desperata är en fjärilsart som beskrevs av Achille Guenée 1852. Mormonia desperata ingår i släktet Mormonia och familjen nattflyn. Inga underarter finns listade i Catalogue of Life.